# Gerhard Bünemann
Gerhard Bünemann (* 8. Februar 1926 in Hamburg; † 21. Oktober 2015) war ein deutscher Gartenbauwissenschaftler.

## Leben
Bünemann studierte von 1949 bis 1953 an der TH Hannover. Anschließend führte er in den Jahren 1953/54 umfangreiche Recherche über den Obstbau auf der Insel Fünen und in Norditalien durch. Danach graduierte er bis 1958 an der Michigan State University. Nach der Rückkehr an das  Institut für Obstbau und Baumschule in Hannover habilitierte er sich 1964 dort. Daraufhin wurde er zum Direktor des Instituts für Obstbau der TU Berlin berufen.
Zusammen mit Peter Lüdders führte er Versuche über die Wirkung jahreszeitlich unterschiedlicher Mineralstoffversorgung mit Apfelbäumen in Lysimetern durch. 1972 kehrte er nach Hannover zurück, wo er den Lehrstuhl von Paul Gerhard de Haas übernahm. Er widmete sich bis zu seiner Emeritierung 1991 unterschiedlichen Forschungsthemen.